# Gierstädt
Gierstädt est une commune allemande de l'arrondissement de Gotha en Thuringe, qui fait partie de la communauté d'administration Fahner Höhe (Verwaltungsgemeinschaft Fahner Höhe).

## Géographie

Situation de la commune (en rouge) dans l'arrondissement de Gotha

Gierstädt est située au nord de l'arrondissement, dans le bassin de Thuringe au cœur des collines de Fahner, à la limite avec l'arrondissement de Sömmerda, à 21 km au nord-est de Gotha, le chef-lieu de l'arrondissement. Gierstädt fait partie de la communauté d'administration Fahner Höhe et est composée des deux villages de Gierstädt et Kleinfahner.
Communes limitrophes (en commençant par le nord et dans le sens des aiguilles d'une montre) : Großfahner, Walschleben, Witterda, Bienstädt, Molschleben et Eschenbergen.

## Histoire
La première mention du village date du 3 août 775, dans un document de la cour de Charlemagne. Le village a ensuite appartenu aux seigneurs de Vanze puis à la famille de Seebach qui y a possédé de grands domaines jusqu'en 1945.
Gierstädt a fait partie du duché de Saxe-Cobourg-Gotha (cercle de Gotha).
En 1922, après la création du land de Thuringe, Gierstädt est intégré au nouvel arrondissement de Gotha avant de rejoindre le district d'Erfurt en 1949 pendant la période de la République démocratique allemande jusqu'en 1990.
Les deux communes de Kleinfahner et Gierstädt fusionnent pour donner naissance à la commune de Gierstädt.

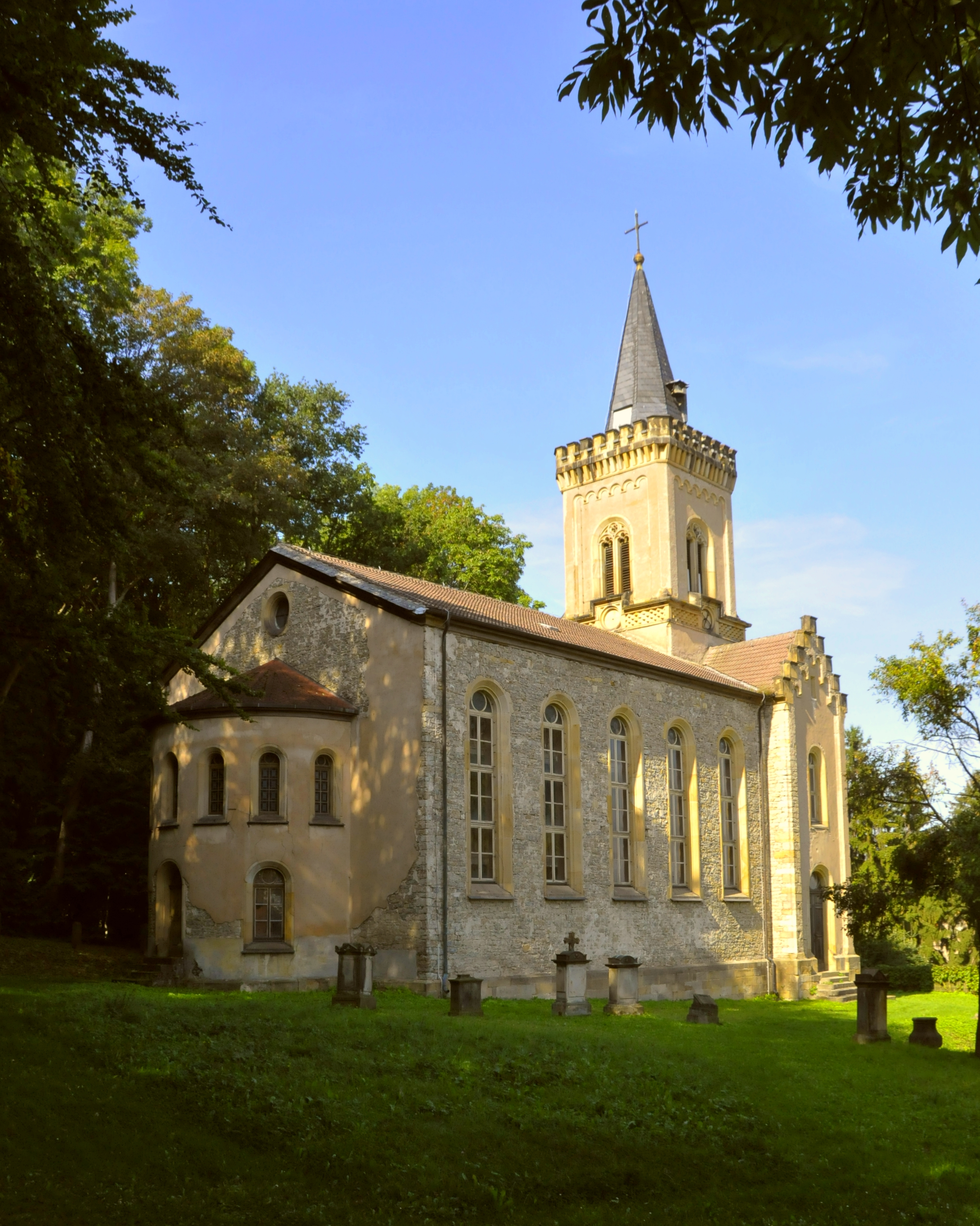
L'église néo-gothique de Gierstädt

## Démographie
| 1910 | 1933 | 1939 | 1995 | 2000 | 2005 | 2010 |
| ---- | ---- | ---- | ---- | ---- | ---- | ---- |
| 622  | 724  | 674  | 926  | 975  | 942  | 862  |

## Communications
La commune est traversée par la route L1027 Gotha-Bad Tennstedt. La L2141 relie Gierstädt avec Kleinfahner et Witterda.